# 津久見市立日代中学校
津久見市立日代中学校（つくみしりつ ひじろちゅうがっこう）は、大分県津久見市にある公立中学校。現在は休校中。

## 通学区域
- 津久見市立日代小学校区[1]